# František Chaloupka (motocyklový závodník)
František Chaloupka (8. srpna 1912 – 11. května 1986) byl český silniční motocyklový závodník.

## Závodní kariéra
V místrovství Československa startoval v letech 1955-1961 v kategorii sidecarů. Spolujezdce mu dělala manželka, Miloslav Hubáček a syn Karel. V celkové klasifikaci skončil nejlépe v roce 1955 na 2. místě.

## Umístění
- Mistrovství Československa silničních motocyklů
  - 1955 sidecary – 2. místo
  - 1959 sidecary – 6. místo
  - 1960 sidecary – nebodoval
  - 1961 sidecary – nebodoval